# Гамбузия Холбрука
Гамбузия Холбрука (Gambusia holbrooki) — вид живородящих лучепёрых рыб семейства пецилиевых. Вид был назван в честь американского зоолога Джона Холбрука .

## Описание
Наибольшая длина тела самок 6 см, обычно 3—4 см, масса 4,5—5,0 г, обычно 1—2 г. Максимальная длина тела самцов 3,5 см, обычно 2,5 см, масса 1,5 г, обычно 0,15—0,3 г. Продолжительность жизни 3 года. Тело умеренно удлинённое, невысокое, сжатое по бокам, покрыто довольно крупной чешуёй, которая идёт и на голову (к переднему краю глаз и под ними). Рот маленький, скошенный, верхний за счёт удлинённой и направленной вверх нижней челюсти. Первые два луча анального плавника тонкие и маленькие, 3, 4 и 5 лучи очень удлинённые и видоизменённые в своеобразный орган спаривания — гоноподий. Задний край члеников 3-го луча анального плавника у самцов зазубренный. Спина и бока зеленовато-серые, серовато-коричневые или металлически-серые, брюхо молочно- или серебристо-серое, на нем выше брюшных плавников бывает тёмное пятно. По середине спины, от головы до спинного плавника, тянется узкая тёмная полоска, иногда она и на хвостовом стебле. Под каждым глазом тёмное пятно на спинном и хвостовом плавниках 2—3 тёмные полоски, остальные плавники бесцветные.

## Ареал
Естественный ареал — водоёмы Северной Америки от Нью-Джерси до Алабамы. Из-за особенности рациона (тропность к личинкам малярийного комара), рыбы интродуцированы в водоёмы многих регионов мира. В Европу (Испания) завезён в 1921 году, а в 1925 году из Италии в Сухуми (Грузия), откуда его расселили по всему Кавказу, Средней Азии, а также на Украине. Натурализовался и сейчас встречается в Крыму в бассейне Салгира, в Симферопольском водохранилище, отмечался и в районе Ялты и других местах.

## Образ жизни
Пресноводная озёрно-речная стайная жилая рыба, для которой характерна высокая пластичность. Она хорошо приспосабливается к различным условиям существования, выдерживает значительное загрязнение и осолоненние воды и колебания в широких пределах содержания кислорода в воде. Живёт в местах со стоячей или слабопроточной водой, преимущественно на неглубоких, до 1—1,5 м участках прибрежья с песчано-илистым или илистым грунтом и хорошо развитой подводной растительностью. Половой зрелости достигает уже в возрасте 1—13 месяцев, самки крупнее самцов. Размножение начинается при температуре воды 15—18 °С и длится с апреля по ноябрь. Оплодотворение внутреннее. Благодаря живорождению у одной самки за вегетационный период бывает 4—5 и более нерестов и она может за сезон родить до 350—500 мальков. При температуре воды 25—30 °С самка рожает мальков через каждые 25—30 дней. Очень прожорливый вид, питается преимущественно беспозвоночными животными прибрежных зарослей: малощетинковыми червями, мелкими ракообразными, личинками и куколками насекомых, в том числе малярийного комара, а также ест растительную пищу (сине-зелёные, диатомовые, зелёные и другие водоросли), икру и молодь рыб.

## Хозяйственное значение
Промышленного значения не имеет. Завезена в водные биоценозы для борьбы с личинками малярийного комара. Хорошо живёт в аквариумах. Гамбузия Холбрука является переносчиком опасного инвазионного паразита Schyzocotyle acheilognathi, который вызывает у рыб заболевание ботриоцефалез, являющийся причиной гибели до 95% молоди карповых рыб и зарегистрированный более чем на 300 видах хозяев, помимо прочего гамбузия Холбрука является хозяином нематоды Pseudocapillaria tomentosa .